# Festival international du film de Saint-Sébastien 2018
Le festival international du film de Saint-Sébastien 2018, 66e édition du festival (66 edición del Festival de San Sebastian ou 66. Donostiako Zinemaldia) s'est déroulé du 21 au 29 septembre 2018.

## Déroulement et faits marquants
Le Prix Donostia est décerné à Hirokazu Kore-eda et Danny de Vito pour leur carrière.
Le 28 août 2018 il est annoncé que la comédienne Judi Dench recevra également un Prix Donostia pour l'ensemble de sa carrière.
Deux jours plus tard est dévoilé l'affiche officielle de cette 66e édition. Elle a pour égérie l'actrice française Isabelle Huppert. Huppert avait présenté en compétition La vie promise il y a seize ans, et avait reçue le Prix Donostia l'année suivante.
Le 29 septembre 2018, le palmarès est dévoilé : le film espagnol Entre dos aguas d'Isaki Lacuesta remporte la Coquille d'or, le film Alpha, The Right To Kill de Brillante Mendoza remporte le prix spécial du jury. La Coquille d'argent du meilleur réalisateur est remise à Benjamín Naishtat pour Rojo, la Coquille d'argent de la meilleure actrice à Pia Tjelta pour son rôle dans Blind Spot, la Coquille d'argent du meilleur acteur à Darío Grandinetti pour son rôle dans Rojo.

## Jury
- Alexander Payne (President du jury) : réalisateur et scénariste  États-Unis
- Bet Rourich : directrice de la photographie  Espagne
- Agnes Johansen : productrice de films  Islande
- Francesca Cima : productrice de films  Italie
- Nahuel Pérez Biscayart : acteur  Argentine
- Rossy de Palma : actrice  Espagne

## Sélection

### Sélection officielle
- El amor menos pensado de Juan Vera  Argentine
- Alpha, The Right To Kill de Brillante Mendoza  Philippines
- Angelo de Markus Schleinzer  Autriche
- Baby de Liu Jie  Chine
- Blind Spot (Blindsone) de Tuva Novotny  Norvège
- The Innocent de Simon Jaquemet  Suisse  Allemagne
- El reino de Rodrigo Sorogoyen  Espagne
- Entre dos aguas d'Isaki Lacuesta  Espagne
- High Life de Claire Denis  France
- Illang : The Wolf Brigade de Kim Jee-woon  Corée du Sud
- In Fabric de Peter Strickland  Royaume-Uni
- L'Homme fidèle de Louis Garrel  France
- Le Cahier noir de Valeria Sarmiento  France  Portugal
- My Beautiful Boy de Felix Van Groeningen  États-Unis
- Quién te cantará de Carlos Vermut  Espagne  France
- Rojo de Benjamín Naishtat  Espagne
- Voyage à Yoshino (Vision) de Naomi Kawase  Japon
- Yuli d'Icíar Bollaín  Espagne
- Gigantes d'Enrique Urbizu et Jorge Dorado  Espagne
- Dantza de Telmo Esnal  Espagne
- Tiempo después de José Luis Cuerda  Espagne  Portugal

### Nouveaux réalisateurs
- Apuntes para una película de atracos de León Siminiani  Espagne
- Jesus de Hiroshi Okuyama  Japon
- Midnight Runner (Der Läufer) de Hannes Baumgartner  Suisse
- Julia y el zorro d'Inés María Barrionuevo  Argentine
- La camarista de Lila Avilés  Mexique
- Nëntor i Ftohtë d'Ismet Sijarina  Kosovo  Albanie
- Neon Heart de Laurits Flensted-Jensen  Danemark
- Oreina de Koldo Almandoz  Espagne
- Para la guerra de Francisco Marise  Argentine  Espagne
- Le Cœur du monde (Сердце мира) de Natalia Mechtchaninova  Russie
- The Third Wife de Ash Mayfair  Viêt Nam
- A Decent Man de Hadrian Marcu  Roumanie
- Viaje al cuarto de una madre de Celia Rico Clavellino  Espagne  France

### Horizontes latinos
- Les Héritières (Las herederas) de Marcelo Martinessi  Paraguay
- Compráme un revolver de Julio Hernández Cordón  Mexique
- El Motoarrebatador d'Agustín Toscano  Argentine  Uruguay
- Enigma d'Ignacio Juricic Merillán  Chili
- Familia Sumergida de Maria Alché  Argentine  Brésil
- Rust (Ferrugem) d'Aly Muritiba  Brésil
- Figuras d'Eugenio Canevari  Espagne  Argentine
- La noche de 12 años d'Álvaro Brechner  Espagne  Argentine  Uruguay
- Los Silencios de Beatriz Seigner  Brésil  Colombie
- Marilyn de Martín Rodríguez Redondo  Argentine  Chili
- Nuestro Tiempo de Carlos Reygadas  Mexique
- Sueño Florianópolis d'Ana Katz  Argentine  Brésil

### Perles (Perlak)
- A Star Is Born de Bradley Cooper  États-Unis
- Trois Visages de Jafar Panahi  Iran
- Les Éternels de Jia Zhangke  Chine
- BlacKkKlansman de Spike Lee  États-Unis
- Capharnaüm de Nadine Labaki  Liban
- L'Ange (El Ángel) de Luis Ortega  Argentine
- First Man de Damien Chazelle  États-Unis
- Girl de Lukas Dhont  Belgique  Pays-Bas
- L'Été (Лето) de Kirill Serebrennikov  Russie
- Miraï, ma petite sœur de Mamoru Hosoda  Japon
- Netemo sametemo de Ryusuke Hamaguchi  Japon
- Les Oiseaux de passage (Pájaros de verano) de Ciro Guerra et Cristina Gallego  Colombie  Mexique
- Petra de Jaime Rosales  Espagne
- Roma d'Alfonso Cuarón  Mexique
- Les Frères Sisters (The Sisters Brothers) de Jacques Audiard  États-Unis  France
- Another Day of Life (Un día más con vida) de Raúl De la Fuente et Damian Nenow  Espagne  Pologne
- Cold War (Zimna wojna) de Paweł Pawlikowski  Pologne

## Palmarès

### Sélection officielle
- Coquille d'or : Entre dos aguas d'Isaki Lacuesta
- Prix spécial du jury : Alpha, The Right To Kill de Brillante Mendoza
- Coquille d'argent du meilleur réalisateur : Benjamín Naishtat pour Rojo
- Coquille d'argent de la meilleure actrice : Pia Tjelta pour son rôle dans Blind Spot
- Coquille d'argent du meilleur acteur : Darío Grandinetti pour son rôle dans Rojo
- Prix du jury pour la meilleure photographie : Pedro Sotero  pour Rojo
- Prix du jury pour le meilleur scénario (ex æquo)  : Jean-Claude Carrière et Louis Garrel pour L'Homme fidèle et Paul Laverty pour Yuli

### Nouveaux réalisateurs
- Prix du meilleur film : Jesus de Hiroshi Okuyama.
- Mention spéciale : Viaje al cuarto de una madre de Celia Rico Clavellino.

### Horizontes latinos
- Prix du meilleur film : Familia Sumergida de Maria Alché.
- Mention spéciale : El Motoarrebatador d'Agustín Toscano.

### Prix du public
- Prix du meilleur film : Another Day of Life (Un día más con vida) de Raúl De la Fuente et Damian Nenow.
- Prix du meilleur film européen : Girl de Lukas Dhont.

### Prix spéciaux
- Prix Donostia : Hirokazu Kore-eda, Danny de Vito, Judi Dench.